# Es Mercadal
Pour les articles homonymes, voir Mercadal.
Es Mercadal, en catalan et officiellement (Mercadal en castillan), est une commune d'Espagne de l'île de Minorque dans la communauté autonome des Îles Baléares. Elle est située à 21 km de Maó, au centre géographique de l'île.

## Géographie

Localisation de l'île de Minorque dans les Îles Baléares.
Localisation d'Es Mercadal dans l'île de Minorque.

Es Mercadal est située au pied du Mont Toro (358 m), point culminant de Minorque.

## Histoire
Mercadal est un patronyme très courant aux îles Baléares qui signifie le lieu du marché. Ce nom s'implanta après la reconquête de l'archipel par les rois catholiques au XIIIe siècle. À la suite d'une immigration des Minorquins en Algérie au XIXe siècle, ce nom pied-noir s'imposera en France (même s'il en existait).

## Démographie
La population de Mercadal est de 6163 habitants au 1er janvier 2024, d'après les données de lINE (Instituto Nacional de Estadistica).

## Économie
Son activité est essentiellement agricole, mais on y trouve aussi des industries de fabrication de chaussures de luxe et des avarques, de gâteaux secs, de poteries et de chapeaux de paille.

## Lieux et monuments
- La tour de Sanitja, du début du XIXe siècle.
- La grande citerne (aljub).
- Le phare de Caballeria, sur le cap du même nom, point le plus septentrional de l'île, appartient à la commune de Mercadal. Sa tour blanche fait 15 mètres de haut, et sa portée atteint 22 milles nautiques[3].
- Le port de Fornells appartient à la commune de Mercadal.Es Mercadal—Aljub

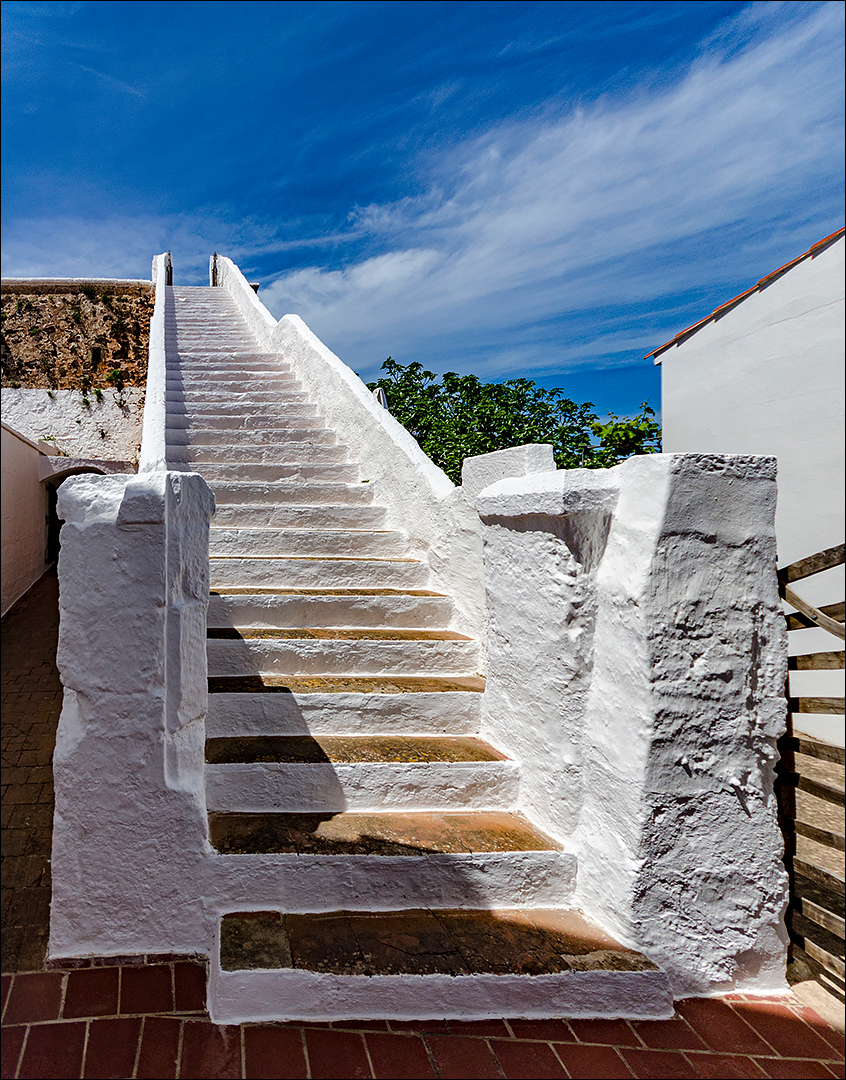
Es Mercadal—Aljub